# Hyperpuissance (politique)
 (janvier 2010).
Si vous disposez d'ouvrages ou d'articles de référence ou si vous connaissez des sites web de qualité traitant du thème abordé ici, merci de compléter l'article en donnant les références utiles à sa vérifiabilité et en les liant à la section « Notes et références ».
Une hyperpuissance est une nation ou un conglomérat de nations dont l'influence mondiale est incontestable dans la plupart des domaines économique, technologique, financier, militaire, géopolitique, diplomatique, culturel et médiatique.
Il s'agit d'un terme politique, popularisé en 1998 par le ministre français des Affaires étrangères Hubert Védrine au sujet des États-Unis de la fin du XXe siècle.
Le premier à avoir traité cette thématique est Ben J. Wattenberg dans The First Universal Nation  en 1990. D'autres ont également repris cette expression tel que Zbigniew Brzezinski dans Le Grand Échiquier : l'Amérique et le reste du monde (1997), où il décrit les États-Unis comme la seule puissance à avoir la suprématie simultanée dans les quatre domaines-clés : militaire, économique, technologique et culturel.

## Concept d’hyperpuissance d’Hubert Védrine
Hubert Védrine, ancien ministre français des Affaires étrangères, a émis en 1999 la thèse selon laquelle les États-Unis étaient une hyperpuissance. Par définition, l’hyperpuissance est une superpuissance qui perd son rival. Le rival, l’URSS, était la clef de la relativisation de cette superpuissance :

« Le premier grand problème concerne en premier lieu le rôle et la place des États-Unis et leurs relations avec l'Europe. Pour ma part, j'estime que depuis 1992 le terme de « superpuissance » ne suffit plus pour décrire les États-Unis. Terme trop connoté à la guerre froide et trop exclusivement militaire, alors que la suprématie américaine d'aujourd'hui s'exerce aussi bien sur l'économie, la monnaie, la technologie, les domaines militaires que sur les modes de vie, la langue et les produits culturels de masse qui submergent le monde, modelant les pensées fascinant jusqu'aux adversaires des États-Unis. C'est pourquoi j'emploie le terme d'« hyperpuissance » que les médias américains jugent agressif en raison de la connotation pathologique d'hyper, alors qu'il n'est que descriptif. »

Voyant ainsi une réalité nouvelle (la montée en puissance des États-Unis depuis 1991, avec la chute du bloc soviétique), le concept d'hyperpuissance semble être le concept qui exprime le mieux la réalité de la puissance américaine.
Que ce soit à l’époque de la Rome antique, de la Chine médiévale, des empires coloniaux ou encore l’Empire américain d’aujourd’hui, la puissance des États a toujours constitué un point de comparaison, un point de référence pour les situer dans le système mondial. Les États-Unis qui ont longtemps vacillé entre isolationnisme et interventionnisme se trouvent aujourd’hui être la première puissance extra européenne. « Il aura fallu moins d’un siècle aux États-Unis, dont le rayonnement était cantonné à l’hémisphère occidental pour se transformer – sous la dynamique des relations internationales – en une puissance dont le poids et la capacité d’intervention sont sans précédent. » Dans le cadre moderne, cette puissance américaine a émergé et a pris sa pleine forme lors de la perte d’un acteur majeur qui servait de frein à cette force tentaculaire : l’Union soviétique.
La dissolution de la puissance soviétique a mis fin au système bipolaire. Raymond Aron définit le système bipolaire comme étant « une configuration du rapport de force telle que la plupart des unités politiques se groupent autour de deux d’entre elles dont les forces surclassent celle des autres (…) Les chefs des coalitions doivent veiller simultanément à prévenir la croissance de l’Autre grand. » Durant cette période de guerre dite froide, l’Amérique et l’URSS, notamment par leur puissance nucléaire, se dissuadaient d’intervenir directement. Hormis quelques rixes, par interposition, la période de guerre froide s’est déroulée sans grand conflit entre les États-Unis et l’URSS. Suivant cette période un nouvel ordre a émergé. Accompagnée de la mondialisation et de la déconfiture du bloc soviétique, l’Amérique se voyait instituée de nouveaux pouvoirs et d’une puissance inouïe.

## Remise en question du concept
D'après Jean-François Revel, le terme « superpuissance » existant déjà, il est inutile de parler d’« hyperpuissance », d’autant que le préfixe grec « hyper » signifie exactement la même chose que le préfixe latin « super ».
Pour Revel et d’autres, le monde n’est pas unipolaire mais de plus en plus multipolaire avec la croissance des pays émergents comme la Chine. De plus en plus d'observateurs américains considèrent ce pays comme étant déjà une superpuissance ou à un niveau très proche d'une superpuissance,,. Selon Sylvain Allemand et Jean-Claude Ruano-Borbalan, les États-Unis ne chercheraient pas à dominer intentionnellement le monde, mais simplement à protéger ses intérêts et préserver sa sécurité. Dans cette logique, les attentats du 11 septembre 2001 ont provoqué un renforcement des interventions américaines dans le monde, dans un but uniquement sécuritaire.